# Omaña
Omaña este o arie protejată (arie specială de conservare — SAC, sit de importanță comunitară — SCI) din Spania întinsă pe o suprafață de 20.054,98 ha, integral pe uscat.

## Localizare
Centrul sitului Omaña este situat la coordonatele 42°48′48″N 6°11′02″W / 42.8134°N 6.184°V.

## Înființare
Situl Omaña a fost declarat sit de importanță comunitară în februarie 2004 pentru a proteja 4 specii de plante și 10 specii de animale. Situl a fost protejat și ca arie specială de conservare în septembrie 2015.

## Biodiversitate
Situată în ecoregiunile atlantică și mediteraneană, aria protejată conține 27 de habitate naturale: Mlaștini turboase de tranziție și turbării mișcătoare, Păduri de Ilex aquifolium, Cursuri de apă de la nivel de câmpie la nivel montan, cu vegetație Ranunculion fluitantis și Callitricho-Batrachion, Pante stâncoase silicioase cu vegetație casmofită, Lacuri și iazuri distrofice naturale, Grohotișuri termofile și vest-mediteraneene, Mlaștini alcaline, Roci stâncoase cu vegetație pionieră de Sedo-Scleranthion sau Sedo albi-Veronicion dillenii, Pajiști alpine și boreale, Lacuri eutrofice naturale cu vegetație de tip Magnopotamion sau Hydrocharition, Păduri mediteraneene de Taxus baccata, Pajiști oro-iberice cu Festuca indigesta, Pajiști umede atlantice temperate cu Erica ciliaris și Erica tetralix, Păduri de stejar galițio-portugheze cu Quercus robur și Quercus pyrenaica, Pante stâncoase calcaroase cu vegetație casmofită, Pajiști uscate seminaturale și facies de acoperire cu tufișuri pe substraturi calcaroase (Festuco-Brometalia) (* situri importante pentru orhidee), Pajiști uscate europene, Formațiuni ierboase bogate în specii de Nardus, dezvoltate pe substraturi silicioase în zone montane (și în zone submontane, în Europa continentală), Lande oro-mediteraneene cu formațiuni endemice de grozamă, Pajiști alpine și subalpine calcaroase, Râuri de munte și vegetația lor lemnoasă cu Salix elaeagnos, Păduri aluvionare cu Alnus glutinosa și Fraxinus excelsior (Alno-Padion, Alnion incanae, Salicion albae), Turbării active, Fânețe de joasă altitudine (Alopecurus pratensis, Sanguisorba officinalis), Formațiuni montane de Cytisus purgans, Liziere de ierburi înalte hidrofile de câmpie și de nivel montan până la alpin, Ape oligotrofe din câmpii nisipoase, cu un conținut foarte redus de minerale (Littorelletalia uniflorae).
La baza desemnării sitului se află mai multe specii protejate:
- plante (4): Festuca elegans, Festuca summilusitana, Narcissus asturiensis, Narcissus pseudonarcissus subsp. nobilis
- mamifere (4): Galemys pyrenaicus, vidră de râu (Lutra lutra), liliac comun (Myotis myotis), urs brun (Ursus arctos)
- nevertebrate (2): fluturele auriu (Euphydryas aurinia), rădașcă (Lucanus cervus)
- pești (2): Achondrostoma arcasii, Cobitis calderoni
- reptile (2): Iberolacerta monticola, Lacerta schreiberi

Pe lângă speciile protejate, pe teritoriul sitului au mai fost identificate 21 de specii de plante, 5 specii de amfibieni, 9 specii de mamifere, 1 specie de nevertebrate, 2 specii de reptile.